# الميدان (دمشق)
حي المَيدان هو أحد أحياء مدينة دمشق في الجمهورية العربية السورية.
بدأ بناء الحي منذ الخلافة الأموية في عهد الخليفة الوليد بن عبد الملك بهدف توسعة مدينة دمشق عام 710م تقريبًا. يمتدُّ حيُّ المَيدان لمسافة (كيلو مترين ونصف) جنوبًا وتقسم مِنطقة الميدان إلى عدَّة أحياء فرعية:
1. ميدان وسطاني
2. الزاهرة
3. الحقلة
4. الدقاق
5. القاعة
6. باب مصلى
7. البوابة

عُرف أبناء الحي بجرأتهم وشجاعتهم، ولهم مواقفُ مشهودة حين هبُّوا مع أشقائهم في حيِّ الشاغور وبقية أحياء دمشق والمدن السورية في وجه الاحتلال الفرنسي بضراوة، ودافعوا عن بلادهم ببسالة، حتى إن الفرنسيين قصفوا هذا الحيَّ مرارًا ولعلَّ أكثرها شراسةً في العشرينيَّات من القرن الماضي في أثناء الثورة السورية الكبرى.
ومن المستشرقين الذين كتبوا عن حيِّ الميدان (بريجيت مارينو) وقد وصفت الحيَّ العريق وحاراته وأزقته ومساجده ومبانيه.

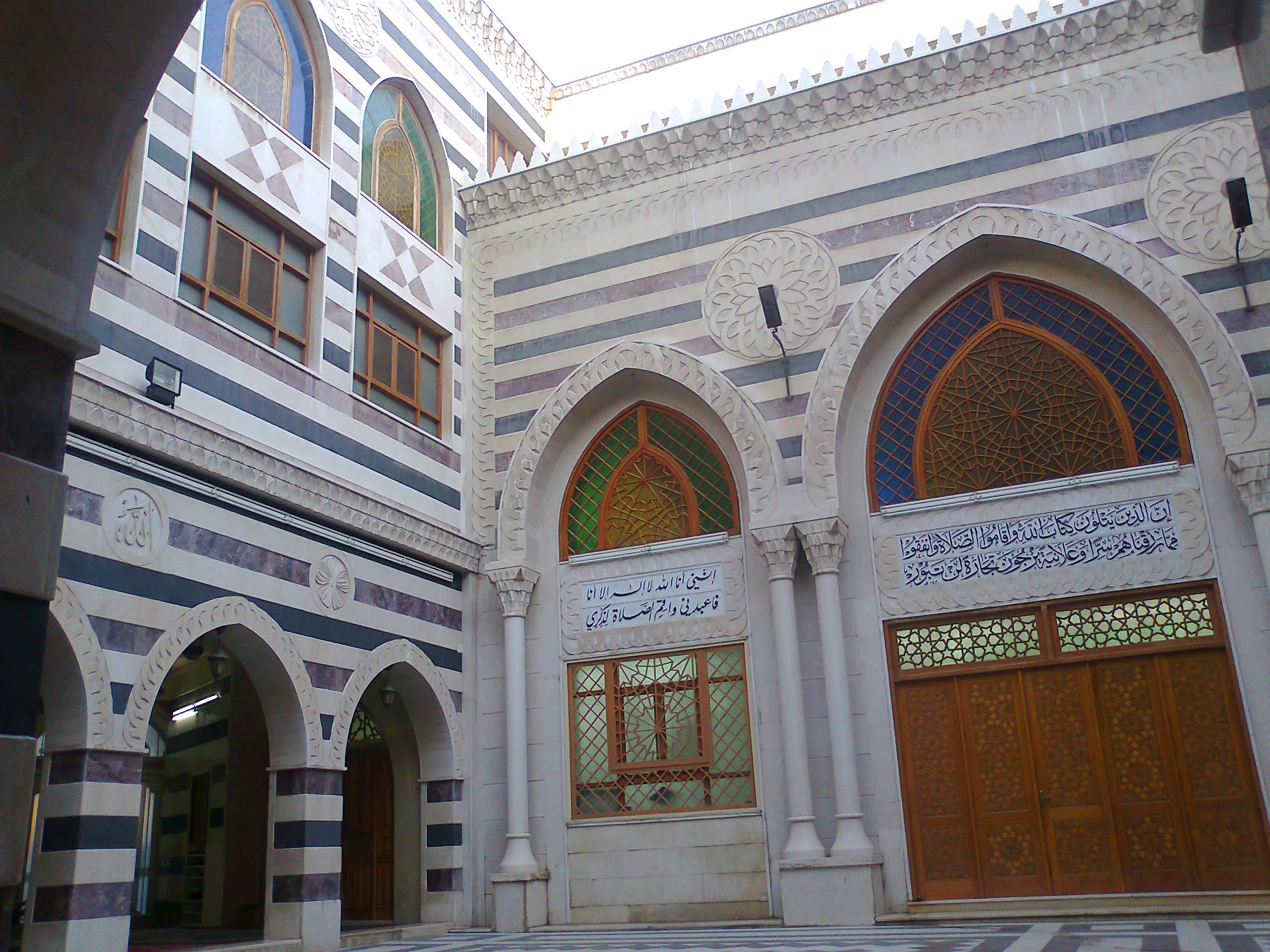
مسجد منجك الواقع في حي الميدان

## العلماء والأعلام
يشتَهر حيُّ الميدان بالعلماء والوجهاء ورجال الدين والفقهاء وأعلام المربين.
فمن الأعلام والوجهاء: الشيخ المجاهد محمد الأشمر الذي نفته القوات الفرنسية خارج دمشق، وسعيد آغا الحافي، ومحمد سعيد دقماق الذي ما يزال منزله في حارة نعير بطابعه الدمشقي الأصيل. ومحمد علي العابد، وحسن الحكيم، وصلاح الدين البَيطار.
ومن العلماء والمشايخ: عبد الغني الغنيمي، وعبد الرزاق البَيطار، ومحمد بهجة البَيطار، وسعدي ياسين، وحسن حبنكة المَيداني، وأخوه صادق حبنكة، وعبد الرحمن حبنكة الميداني، وزين العابدين التونسي، وكامل الحافي، وحسين خطاب، ويوسف عَرار، ومحمد الفرَّا، وسليم اللبَني، وخيرو ياسين، ومحمد هاشم المجذوب، ومصطفى الخن، وزهير الشاويش، وكريم راجح، ومحمد بن سليمان ذو الغنى، وغالب الحرش، ومحمد بن لطفي الصباغ، وعبد القادر الأرناؤوط، ومحمد سليم الحمَّامي، وسعدي أبو جيب، وعدنان زرزور، وزهير نوفلية، ومصطفى ديب البغا، وعبد الله بن بديع ذو الغنى، ويوسف فريح، وقاسم النوري، ومحمد شقير، وعبد الحليم أبو شعر، وعلي الرضا الحسيني، وسليمان بن مسلَّم الحرش.
ومن المعلمين المربين: محمد بن توفيق الكِنْجي، وعاصم بهجة البَيطار، وأحمد ذو الغنى، وكاظم التونسي ابن الشيخ زين العابدين التونسي (نقيب المعلمين في سوية)، ومحمد تيسير قره بلا، وموفق دعبول، وموفق مقصوصة (مدير ثانوية التجهيز الأولى - جودت الهاشمي)، وتيسير الرفاعي (مدير ثانوية ابن خَلدون).
ومن الكتَّاب والأدباء: أحمد بوبس، ورفيق الصبَّان.

## المساجد
في حي الميدان عدد من المساجد التاريخية مثل:
- جامع كريم الدين (المشهور بجامع الدقَّاق).
- مدرسة وجامع الخانقية.
- مسجد منجك.
- مسجد مازي.
- جامع الشيخ محمد الأشمر.
- جامع المنصور.
- جامع الحسن.
- وجامع قبة التينبية (الحساني).
- جامع الشيخ عبد الغني الغنيمي.
- جامع خيرو ياسين
- جامع زين العابدين

## المأكولات
يشتهر حي الميدان ومنذ عشرات السنين بمحلات الحلويات السورية والمطاعم والمطابخ العريقة، فالمطاعم في حي الميدان تقدم الأطعمة الدمشقية الاصيلة من كافة الأنواع والألوان ويشتهر الحي بالشاورما الدمشقية وكذلك محلات الحلويات الدمشقية السورية المشهورة عالميا. يعتبر حي الميدان الذي قصفه الفرنسيون مرتين في فترة الانتداب وقد دمِّرت الكثير من معالمه، المركزَ الرئيسي لمطابخ الحلويات والمأكولات في سورية منذ عشرات السنين في دمشق التي طوَّر سكانها هذه الصناعة ووسَّعوها لتصل شهرة حلوياتها إلى كل أنحاء العالم وتصبح المدينة العريقة مركزاً عالمياً لهذه الصناعة. منطقة الميدان من المناطق القديمة في دمشق، فهي تحتوي على معالم أثرية تجسّد مدينة دمشق بقدمها من مساجد وشوارع وحمامات، يمتدُّ شارع المطبخ الشامي «الميدان» على 3 كم تقريباً، ويزدحم الشارع الرئيسي لحي الميدان العريق على طول شهر رمضان وأيام العيد بالمشترين وبطاولات العرض التي يضعها أصحاب المحلات على الرصيف ويتفنَّن في تزيينها لجذب الناس، حيث يشهد السوق إقبالاً جيداً من السياح الأجانب والعرب، وتتكدَّس أرصفة الميدان بـ«البقلاوة» و«المبرومة» و«النمورة» و«عش البلبل» و«الوربات».... والكثير من الحلويات المصنعة بالسمن العربي، والشاورما، بالإضافة إلى الحمص والفول، وكافة أنواع المأكولات. أثناء المرور في هذا الشارع لن تشعر بالملل أبداً فعيناك سوف تذوق مختلف أنواع الطعام بدءاً من الشاورما وانتهاء بالحلويات قبل لسانك، فعلى الرغم من أنه يعتبر أحد الأحياء الشعبية في دمشق إلا أن رواد مأكولاته يتوافدون من جميع المناطق حتى أكثرها من المناطق الراقية. ويتفنن أصحاب محلات بيع الحلويات الدمشقية بطريقة عرض بضائعهم على واجهات المحلات، وذلك لجذب انتباه الناس، فمنهم من يضعها بشكل هرمي جميل ومنهم من يضعها بشكل فني أنيق. ويعلق أحد الباعة قائلاً: أعتقد أن الحلويات الدمشقية ليست بحاجة لدعاية، فهي تعلن عن نفسها ويكفي أن أثبت لك ذلك بأن العديد من السياح العرب يشترون من الميدان وبكميات كبيرة. اعتبر حي الميدان منطقة أثرية، إلا أن طيب أطعمته وتمسك أهله بعاداتهم الشامية القديمة زاد من هذه الشهرة وأغناها، فمن لا يعرف حي الميدان كمنطقة قديمة أثرية فلا بدَّ أن يتعرَّف على الشام عن طريق مطبخها العريق.
يتداول الدمشقيون ومعهم أبناء المدن السورية الأخرى مثلا شعبيا يقول: الأمة الإسلامية أمة حلوة تحب الحلوى!.. ولذلك فهم يعتبرون أن الحلويات من أهمّ مفردات العيد ومستلزمات الضيافة، في الماضي كانت تقسم صناعة الحلويات في دمشق بحسب المنطقة، ومنذ ما يقارب العشرين عاماً بدأ الميدان يحتلُّ المركز الأساسي للحلويات ومع ظهور عائلات جديدة في هذه الصناعة عملت على تطويرها وتوسيعها، وتطوَّرت صناعة الحلويات الدمشقية التي كانت لا تتجاوز أصابع اليدين في بدايات القرن الماضي لتبلغ 200 نوعاً حالياً، ونتج عن تنوُّعها تصنيفات جديدة على أساس المناسبات والفصول والأسعار فمنها ما هو شتوي وصيفي وما هو خاص برمضان كالقطائف العصافيري والمشبك والعوامة إلى جانب الأنواع الفاخرة التي تظهر بذخ وغنى العائلات مثل المبرومة والبلورية. تذكر الدراسات أن ولع السوريين بالحلويات وخاصة في الأعياد جعلهم من أكثر مستهلكي الحلويات في العالم ليصبحوا في المقابل أحد أهمَّ مصنعي ومصدّري الحلويات الشرقية في العالم، ويعتمد المفهوم الشعبي الدمشقي للعيد كما في بقية الدول العربية على تبادل الزيارات بين الأهل والجيران والأقارب والأصدقاء إلى جانب استقبال المهنئين وتقديم الحلويات والتباهي بنوعيَّتها عالية الجودة ومصنعيها من مشاهير «الحلونجية» الدمشقيين. وسوق الميدان يصدر حلويات دمشقية عريقة تفخر بها الأسواق العربية والعالمية، وما أن يهلَّ شهر رمضان حتى يفترش الباعة الأصناف المتعدّدة أمام المحال التجارية، حيث يشهد السوق إقبالاً لافتاً خلال الشهر الفضيل، حيث تقسم الحلويات إلى قسمين: شعبية للفقراء وفاخرة للأغنياء.
وتترواح أسعار الحلويات من 200 إلى 800 ليرة. الارتفاع ملحوظ في أسعار الحلويات هذا العام، وذلك نتيجة ارتفاع أسعار المواد الأولية، وصلت نسبة التصدير إلى 80 % تقربياً من الإنتاج والخبرات المتوارثة والمكوّنات الطبيعية ساهمت في وصل علبة الحلويات الدمشقية إلى الأسواق العالمية.
تعود شهرة الحلويات الدمشقية إلى فترة الحكم العثماني وذلك لإرضاء الولاة والحكام، ومعظم الحلويات من الأنواع الشهيرة والتي تصنع من الطحين والسكر والقطر والفستق الحلبي أو الجوز والسمنة البلدية أو العربية وأحياناً النباتية (حسب الطلب، وهي أنواع وأشكال ومذاقات ومنها: المبرومة والشرحات والبقلاوة والبللورية وكول وشكور والوربات بالفستق الحلبي والقشطة وزنود الست وإسوارة الست والأصابع، وهذه كلها تسميات محلية، حتى إن إحدى الأنواع كانت تسميتها العامة (مغشوشة) وهي المبرومة بالجبنة وذلك لتمييزها عن المبرومة بالقشطة، ومن أشهر الحلويات التي يوصى عليها أيضاً المعمول، وهو نوعان بالفستق الحلبي وهو الأثمن أو بالجوز وهذا أيضاً له أحجام مختلفة فهناك القطعة الكبيرة وتباع مغلفة وبسعر مرتفع، وهناك القطعة الصغيرة وتباع بالكيلوغرام دون تغليف بالواحدة وإنما تغلف العلبة كاملة والمعمول لا يضاف إليه القطر وإنما هو من أنواع الحلويات الجافة (الناشفة) ومن فصيلته أيضاً المعمول بالتمر وبجوز الهند وغيرها إلى أن تصل إلى 200 نوع وأكثر.

## كتب وبحوث عن الحي
- حي الميدان في العصر العثماني، د. بريجيت مارينو، ترجمة ماهر الشريف، دار المدى للثقافة والنشر بدمشق، ط1، 2000 م، في 495 صفحة.
- حي الميدان الدمشقي تاريخه وتطوره، أحمد بوبس، وزارة الثقافة بدمشق، ط1، 2014 م، في 216 صفحة.
- البنية الاجتماعية والاقتصادية لمحلة باب المصلى (الميدان) بدمشق، عبد الكريم رافق، مجلة دراسات تاريخية، رقم العدد 25-26، يونيو 1987 م، ص7- 62.[3]